# Courcelles-sur-Vesle
Courcelles-sur-Vesle is een gemeente in het Franse departement Aisne (regio Hauts-de-France) en telt 295 inwoners (1999). De plaats maakt deel uit van het arrondissement Soissons.

## Geografie
De oppervlakte van Courcelles-sur-Vesle bedraagt 8,7 km², de bevolkingsdichtheid is 33,9 inwoners per km².

## Demografie
Onderstaande figuur toont het verloop van het inwonertal (bron: INSEE-tellingen).
Vanwege een beveiligingsprobleem met de MediaWiki Graph-software is het momenteel niet mogelijk deze grafiek weer te geven. Zodra de software is bijgewerkt zal de grafiek vanzelf weer zichtbaar worden.
1. ↑  Populations de référence 2022.